# Họ Dây hương
Họ Dây hương (danh pháp khoa học: Erythropalaceae) la một họ thực vật hạt kín trong bộ Santalales. Họ này không được hệ thống APG III năm 2009 (không đổi so với hệ thống APG II năm 2003 và hệ thống APG năm 1998) công nhận mà chỉ coi là một phần trong họ Olacaceae s. l., nhưng được đề cập trong website của APG.

## Đặc điểm
Họ này chứa các loài cây gỗ, cây bụi hay dây leo thân gỗ có tua cuốn ở nách lá (chi Erythropalum). Chúng chứa tinh dầu trong gỗ nhưng không có ở lá. Các loài này tích lũy nhôm. Các tế bào nhựa mủ của chi Heisteria có khớp nối hay không khớp nối. Do kiểu phát triển khác với các chi còn lại như thế nên các mối quan hệ của chi Erythropalum chưa được rõ ràng và làm cho nhiều tác giả tách riêng nó ra để lập thành họ Erythropalaceae. Các đặc trưng hình thái gần (plesiomorphy) chia sẻ giữa 3 chi là các lá đơn mọc so le, có cuống dài, mép lá nguyên, không có lá kèm, hoa lưỡng tính, không có đĩa tuyến và bầu nhụy dạng dưới bầu bao gồm 3 lá noãn. Các hoa mẫu 5 có thể là dạng 10 nhị hay 5 nhị với các nhị lép hay vảy xen vào giữa (Erythropalum và Heisteria asplundii Sleumer) và quả có vỏ quả trong mỏng dạng vảy cứng. Đài hoa đồng phát triển, đặc trưng ở chi Heisteria lại không hiện diện ở hai chi kia. Trong quả chín của chi Erythropalum, vỏ quả giữa màu đỏ tươi tách ra thành 5 mảnh vỏ uốn cong tương tự như đài hoa đồng phát triển ở chi Heisteria và có thể phục vụ một chức năng tương tự trong việc thu hút các loài chim phát tán quả.
Các nghiên cứu khác nhau dựa trên hình thái học hay giải phẫu học về họ Olacaceae chưa bao giờ nhận dạng rõ ràng một nhóm bao gồm các chi trong nhánh này trong khi nó lại nhận được sự hỗ trợ mạnh với các phân tích Bayes đối với các dữ liệu phân tử (Malécot & Nickrent, 2008). Maas & ctv. (1992) thông báo rằng giải phẫu gỗ liên kết Maburea với Heisteria trong khi phấn hoa học (Lobreau-Callen, 1980, 1982) và giải phẫu gỗ (Baas, 1982) lại kết nối nó với tông Couleae (tức họ Coulaceae).

## Chi và loài
Họ này theo định nghĩa trên website của APG bao gồm 3-4 chi và khoảng 40 loài. Cụ thể là:
- Erythropalum Blume với 1 loài, E. scandens Blume ở khu vực Đông Dương (kéo dài tới Đông Malesia, tới khu vực các quần đảo Talaud và Flores).
- Heisteria Jacq. với khoảng 33 loài ở khu vực nhiệt đới châu Mỹ và 3 loài ở Tây Phi.
- Maburea Maas với 1 loài, M. trinervis Maas ở khu vực Guyana.
- Brachynema Benth. ? với 1-2 loài cây gỗ ở Nam Mỹ. (xem chi tiết dưới đây).

### Brachynema
Website của APG đặt chi Brachynema trong họ này, nhưng GRIN lại xếp nó trong họ Olacaceae s. s. Chi Brachynema có các lá sắp xếp thành vòng, rất không đều về kích thước, cụ thể là chiều dài cuống lá, dao động từ 20 cm tới gần như không có và có các răng tuyến, cuống lá hình gối ở cả hai đầu. Hoa rất khác biệt: tràng hoa dạng ống hẹp có các thùy dạng mảnh vỏ và 5 nhị xen vào tại gốc, bầu nhụy hình cầu có đầu nhụy không cuống. Đài hoa hợp sinh đồng trưởng trong quả, tạo thành một chén dưới quả chứa 1 hạt; hạt có các ống dẫn theo chiều dọc, các bó mạch chạy dọc xuống phía dưới các ống dẫn. Có lẽ là vỏ quả.
Baas và ctv. (1982, xem xét Brachynema ramiflorum) chỉ ghi nhận các thạch bào thành mỏng không thường thấy. Tuy nhiên, trong vật liệu đã xem xét có vô số thạch bào lẫn trong vỏ, đôi khi chúng hình thành nên một lớp gần như liên tục phía ngoài trụ bì. Ngoài ra, thân, cuống, và lá non khô, ngay cả gân giữa cũng có các màng ngăn thạch bào hóa mạnh trong phần tủy; phần bên trong của ống trụ chất gỗ tạo thành rãnh máng mạnh. Sleumer (1984) miêu tả cụm hoa như là ngù hoa không lá bắc. Áo hạt gần như tiêu biến, và rất khó để liệt kê chi tiết về thành tế bào. Sleumer (1984) cũng miêu tả nội nhũ chứa tinh bột và các chất béo.
Các nhị hoa dường như so le với các thành phần của tràng hoa, là khá bất thường đối với bộ Santalales, và quả thực chi Brachynema có ít các đặc trưng giải phẫu rất khác biệt của bộ Santalales. Tuy nhiên, số lượng vỏ noãn - và phần lớn các chi tiết trong phôi học của nó, sự phát triển và thành phần hóa học - là không rõ. Các dữ liệu phân tử (K. Wurdack, trao đổi cá nhân) đặt nó ở đây, một vị trí mà ít nhất thì giải phẫu đốt và hình thái học khí khổng là phù hợp. Maas và ctv. (1992) lưu ý về sự tương tự giữa Maburea và Brachynema trong giải phẫu lá.
Brachynema thường được gắn liền với "Olacaceae" s.l., vì thế một số tác giả như Lobreau-Callen (1980) đã đặt nó trong Anacoloseae (xem bài Aptandraceae) còn Baas và ctv. (1982)) đã đặt nó cạnh Scorodocarpus (xem bài Strombosiaceae). Nó cũng từng được coi là có quan hệ với họ Ebenaceae (bộ Ericales), chẳng hạn như trong Reed (1955) và một số tác giả khác, trong khi trong một phân tích phát sinh chủng loài dựa theo hình thái học của Malécot năm 2002 thì nó dường như gần với họ Symplocaceae (bộ Ericales).